# Denise Grahl
Denise Grahl (* 4. Mai 1993 in Brüsewitz) ist eine deutsche Behindertensportlerin.

## Werdegang
Denise Grahl stammt aus Brüsewitz im Landkreis Nordwestmecklenburg. Die Kranken- und Altenpflegerin ist durch eine Metaphysäre Chondrodysplasie schwerbehindert. Da sie trotz ihrer Behinderung Leistungssport betreiben wollte, wurde sie Mitglied des Hansa Schwimm-Verein Rostock e. V. Als Sportart wählte sie das Schwimmen, einen Sport, den sie sowohl im Freistil als auch im Schmetterlings- und im Rückenschwimmen ausübte. Wegen ihrer guten Leistungen in allen drei Schwimmdisziplinen wurde sie schon bald in die deutsche Behindertennationalmannschaft berufen und in der Leistungsklasse S7/SB7/SM7 in internationalen Wettbewerben eingesetzt und zwar bei Europa- und Weltmeisterschaften und bei den Paralympischen Spielen 2016.
An den Europameisterschaften nahm sie erstmals 2014 in den Disziplinen Freistil über 50 und über 100 m teil, wobei sie über 50 m den 2. Platz erreichte und eine Silbermedaille errang. Auch bei den folgenden Europameisterschaften 2016 und 2018 war sie erfolgreich: 2016 gewann sie erneut zwei Silbermedaillen über 50 m und 100 m Freistil und eine weitere Silbermedaille über 100 m Rücken. 2018 wurde sie dann Erste über 50 m Freistil und über 50 m Schmetterling.
Höhepunkt ihrer Erfolge waren dann die Paralympischen Sommerspiele 2016 in Rio de Janeiro. Bei diesen Spielen erkämpfte sie sich in ihrer Leistungsklasse im Freistil über 50 m eine Silbermedaille.
Für den Gewinn der Silbermedaille bei den Paralympischen Sommerspielen 2016 wurde sie von Bundespräsident Joachim Gauck am 1. November 2016 mit dem Silbernen Lorbeerblatt ausgezeichnet.